# レディング
レディング（Reading、[ˈrɛdɪŋ] ( 音声ファイル)）は、イギリスのイングランド南部バークシャーのタウンかつバラで、単一自治体 (Unitary Authority)である。

## 地勢・産業
テムズ川とケネット川の合流地点に位置している。中世後期以来の繊維産業が盛んなほか、近年はIT産業、保険業なども成長している。19世紀末に建てられたレディング大学があり、多くの学生も生活している。近隣の都市としては、約60キロ東のロンドン、40キロ北西のオックスフォード、60キロ西のスウィンドンなどが挙げられる。
レディングには1990年からしばらくの間、日本の学校法人・暁星国際学園が運営する大学、英国暁星国際大学が置かれていた。

## 歴史
871年、この地でウェセックス王のエゼルレッドとアルフレッドがデーン人と争った（レディングの戦い）。多くのデーン人を撃退したものの、デーン人に敗れて一時は彼らの支配下におかれた。その後復興が進み、11世紀後半のドゥームズデイ・ブック（当時の土地台帳）では多くの人々が居住していたことが記されている。12世紀前半に設けられたベネディクト派の修道院がレディング発展の土台となり、13世紀半ばには商業上の特権を認められた。中世後期より毛織物工業で発展したが、17世紀半ばのピューリタン革命では議会派に攻撃され、一時街は荒廃した。

## 姉妹都市
- - デュッセルドルフ、ドイツ
- - クロンメル、アイルランド
- - サンフランシスコリブレ、ニカラグア
- - スパイツタウン、バルバドス

## 外部リンク

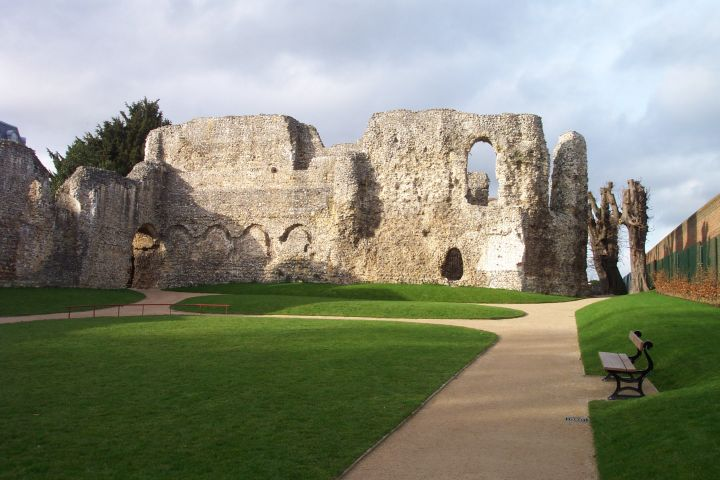
レディングの修道院跡